# زوجتي والذئب (فلم)
زوجتي والذئب هو فيلم جريمة مصري من إخراج أحمد السبعاوي وبطولة كمال الشناوي، حسين فهمي، رغدة، دينا، عطية عويس ونادية رفيق.
عنوان الفيلم مستوحىً من فيلم أنتج في السبعينيات بعنوان زوجتي والكلب.[بحاجة لمصدر]

## نبذه
يتزوج المحامي حسين الهواري من زميلته في نفس مكتب المحامية دولت، ولكن ترتفع شهرة حسين ويلمع اسمه في عالم المحاماة بنجاحه في القضايا الصعبة التي يترافع فيها، لتدب الغيرة في أركان الزوجة وتطلب الطلاق منه بعد عشر سنوات، وتهجره لبيت أمها، تقرأ دولت في الصحف خبر شروع محمود شكري زميلها السابق في كلية الحقوق في قتل زوجته نوال وعشيقها بسيوني صديقه، فتقرر الدفاع عنه لإيمانها بدماثة خُلقه الذي عهدته أثناء الدراسة، وتأكدها من براءته، فتكتشف دولت أن زوجها حسين هو محامي نوال زوجة محمود شكري المجني عليها لتنافسه في قضية عمرها.

## طاقم العمل
- كمال الشناوي بدور حسين الهواري
- حسين فهمي بدور محمود شكري
- رغدة بدور دولت خيري
- عطية عويس بدور والد نوال
- دينا بدور نوال
- نادية رفيق بدور أم دولت
- ميار الببلاوي
- ثريا إبراهيم

## وصلات خارجية
- مقالات تستعمل روابط فنية بلا صلة مع ويكي بيانات
- زوجتي والذئب على الدهليز